# Halaki, Mudhol
Halaki là một làng thuộc tehsil Mudhol, huyện Bagalkot, bang Karnataka, Ấn Độ.